# Pital (ort i Colombia, Huila, lat 2,27, long -75,80)
Pital är en ort i Colombia.   Den ligger i departementet Huila, i den centrala delen av landet, 300 km sydväst om huvudstaden Bogotá. Pital ligger 922 meter över havet och antalet invånare är 3 957.
Terrängen runt Pital är kuperad åt nordost, men åt sydväst är den bergig. Runt Pital är det ganska glesbefolkat, med 40 invånare per kvadratkilometer. Närmaste större samhälle är La Plata, 17,1 km nordväst om Pital. Omgivningarna runt Pital är huvudsakligen savann.